# L'Autre Côté de l'espoir
Pour plus de détails, voir Fiche technique et Distribution.
L'Autre Côté de l'espoir (en finnois : Toivon tuolla puolen) est une comédie dramatique finlandaise écrite, produite et réalisée par Aki Kaurismäki et sortie en  2017.
Le film se situe dans la ville d'Helsinki. Khaled, un réfugié syrien qui, dans les bombardements d'Alep, a presque tout perdu, maison et famille, rencontre Wikström, un représentant de commerce qui vient de racheter un restaurant après avoir quitté sa femme alcoolique. Khaled, en fuite à la suite du refus de sa demande d'hébergement sur le territoire finlandais, est embauché par Wikström dont le restaurant a des difficultés à démarrer.
Le film est présenté en sélection officielle à la Berlinale 2017 où Aki Kaurismäki remporte l'Ours d'argent du meilleur réalisateur.

## Synopsis
Wikhström Waldemar (Sakari Kuosmanen), commercial vieille école, vend son stock de trois mille chemises et quitte sa femme alcoolique. Après avoir fait fructifier son argent dans une partie de poker clandestine, l'homme reprend le restaurant miteux À la chope dorée et ses trois employés : Mirja, serveuse modèle (Nuppu Koivu), Calamnius, chef de salle philosophe (Ilkka Koivula) et Nyrhinen, cuisinier sans mérite (Janne Hyytiäinen).
Khaled (Sherwan Haji), fuyant Alep et ses bombes, a traversé l'Europe à pied avec sa sœur Miriam (Niroz Haji), qu'il a perdue en route. Réfugié dans un charbonnier pour échapper à des skinheads polonais à Gdansk, le jeune syrien a débarqué à Helsinki et sur les conseils d'un marin, a demandé l'asile en Finlande. Au centre d'accueil, il rencontre l'Irakien Mazdak (Simon Al-Bazoon) ainsi qu'une infirmière bienveillante. Khaled téléphone, grâce au portable de Mazdak, à son cousin, seul survivant de la famille, coincé à la frontière turco-syrienne.
Malgré son histoire tragique (une grande partie de sa famille a perdu la vie sous les bombes, de même que sa fiancée), et l'appel à témoin lancé par le service d'immigration finlandais pour retrouver Miriam, le gouvernement estime qu'aucune raison ne justifie de lui accorder l'asile. Le lendemain, il sera renvoyé en Turquie. Khaled s'enfuit, avec la complicité de l'infirmière. Il manque de se faire brûler vif par des néo-nazis, sauvé de justesse par une bande de vieux clochards. 
Les affaires ne fonctionnent pas comme prévu pour Wikhström. À la chope dorée manque d'attractivité. C'est alors qu'il trouve Khaled dans son vide-ordure. Il se prend d'affection pour le jeune homme et décide de l'engager, lui permettant de dormir dans son garage. Khaled prend ses marques, essayant de comprendre le fonctionnement de ce pays. Wikhström tente de moderniser le restaurant À la chope dorée en restaurant de sushis, mais le succès n'est pas au rendez-vous. Le neveu de Calamnius, payé par Wikhström, fournit des faux-papiers à Khaled. Ce changement d'identité lui permet désormais de circuler librement sans peur d'être arrêté. 
Mazdak annonce à Khaled que Miriam a été localisée dans un camp de réfugiés en Lituanie. Wikhström organise le transfert de la jeune femme grâce à la complicité bénévole d'un chauffeur routier. Dès le lendemain, Miriam ira demander l'asile au commissariat. Alors qu'elle dort chez Mirja, un néo-nazi poignarde Khaled au ventre devant le garage. 
De son côté, Wikhström s'est résigné aux boulettes de viande et aux harengs en boîte de Nyrhinen. Il se réconcilie avec sa femme, et en la raccompagnant, Wikhström trouve des traces de sang dans le garage prêté à Khaled. Le jeune homme a disparu. Le lendemain, il  accompagne sa sœur au commissariat. Puis il va s'asseoir au bord du fleuve, adossé à un arbre, un petit chien sur les jambes et le ventre percé d'un coup de couteau.

## Fiche technique
- Titre original : Toivon tuolla puolen
- Titre français : L'Autre Côté de l'espoir
- Réalisation : Aki Kaurismäki
- Scénario : Aki Kaurismäki
- Photographie : Timo Salminen
- Montage : Samu Heikkilä
- Direction artistique : Markku Pätilä
- Costumes : Tiina Kaukanen
- Production : Aki Kaurismäki, Misha Jaari et Mark Lwoff
- Pays d'origine :  Finlande et  Allemagne
- Langues originales : finnois, arabe, anglais, suédois
- Format : Couleurs - 35 mm - 1,85:1
- Genre : comédie dramatique
- Durée : 100 minutes
- Dates de sortie :
  - Finlande : 3 février 2017
  - Allemagne : 14 février 2017 (Berlinale 2017)
  - France : 15 mars 2017

## Distribution
- Sakari Kuosmanen : Waldemar Wikhström, le représentant de commerce puis patron du restaurant
- Sherwan Haji : Khaled, le réfugié syrien
- Ilkka Koivula : Calamnius, le portier du restaurant
- Nuppu Koivu : Mirja, la serveuse du restaurant
- Janne Hyytiäinen : Nyrhinen, le cuisinier
- Simon Hussein Al-Bazoon : Mazdak, le réfugié irakien
- Niroz Haji : Miriam, la sœur de Khaled
- Kaija Pakarinen : la femme de Wikhström
- Kati Outinen : la vendeuse de chemises
- Tommi Korpela : Melartin, l'inspecteur du service sanitaire
- Tuomari Nurmio : un des guitaristes âgé
- Ismo Haavisto : un des guitaristes
- Ville Virtanen : un joueur de poker
- Sulevi Peltola : un joueur de poker
- Taneli Mäkelä : ?
- Timo Torikka : ?
- Maria Järvenhelmi : l'infirmière du centre de réfugiés
- Antti Virmavirta : ?
- Hannu-Pekka Björkman : ?
- Elina Knihtilä : ?
- Matti Onnismaa : ?
- Hannu Lauri : ?
- Juhani Niemelä : ?
- Puntti Valtonen : ?
- Panu Vauhkonen : ?
- Marko Haavisto : ?
- Harri Marstio : ?
- Elias Westerberg : ?
- Mohamed Awad : ?
- Antero Jakoila : ?
- Pauli Patinen : ?

## Accueil

### Accueil critique
L'accueil critique est très positif : le site Allociné recense une moyenne des critiques presse de 4,3/5, et des critiques spectateurs à 4,0/5.

### Box-office
- France : 223 233 entrées[3]

## Distinction

### Récompense
- Berlinale 2017 : Ours d'argent du meilleur réalisateur